# Androcharta parvipennis
Androcharta parvipennis là một loài bướm đêm thuộc phân họ Arctiinae, họ Erebidae.